# Ритейл-парк
Ритейл-парк (англ. retail park) — экономичный формат торговых центров, разработанный в США и широко используемый в европейских странах.

## Организация ритейл-парка

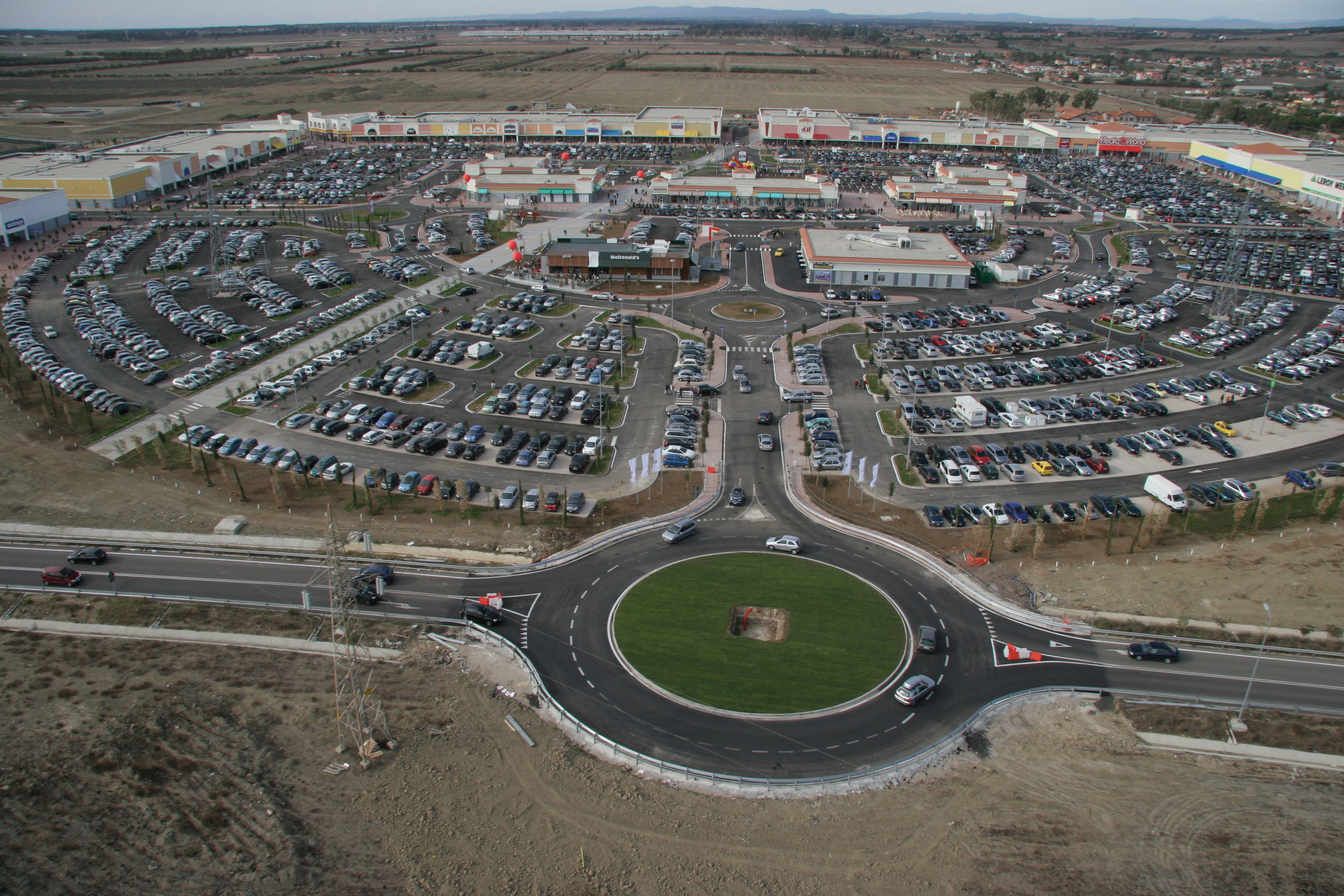
Ретейл-парк MARKET CENTRAL DA VINCI Фьюмичино (Италия)

Ритейл-парк представляет собой комплекс (торговый центр, ТЦ) из одно- и двухэтажных зданий или строений (не менее 5 объектов), сгруппированных около большой парковки. 
Для строительства торгового центра используются самые дешёвые технологии и конструкции (порой даже ангарные сооружения). Как правило, учитываются все конструктивные требования будущих арендаторов (высота, шаг колонн, несущая способность перекрытий и т. д.). 
Одно здание (строение) занимает один оператор, что позволяет минимизировать размеры площадей общего назначения (коридоры, тамбуры, переходы и т. п.). За счёт минимизации затрат собственника на строительство и обслуживание ТЦ, арендные ставки на торговые площади в ритейл-парках могут быть очень низкими, что позволяет арендаторам существенно снижать цены на продаваемые товары. Это, в свою очередь, стимулирует покупателей активно пользоваться такими ТЦ. 
Арендаторами торговых площадей выступают известные сетевые операторы гипермаркетов различных типов товаров (продуктов, бытовой техники, спортивных товаров, мебель, одежда, и т. д.).
Различают английский и французский (он же американский) типы ритейл-парков:  
- в английской модели строения располагаются достаточно структурированно, линейно по отношению друг к другу, парковка находится перед зданиями, сами комплексы обычно находятся в черте города;
- во французской — модули здания располагаются вокруг центральной площадки, где, как правило, находится парковка, торговые центры этого типа чаще всего строят за городом.

## Ритейл-парки в России

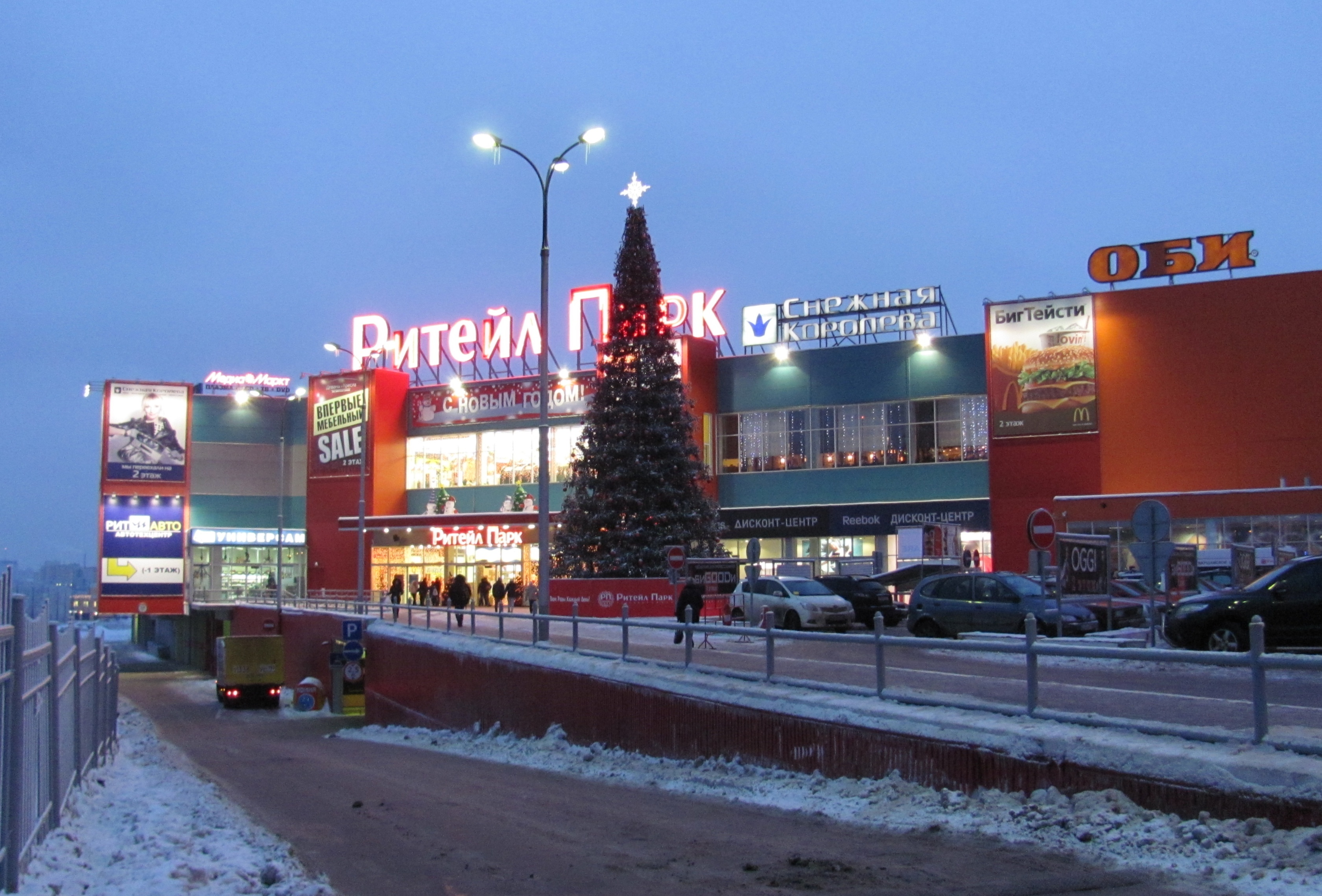
ТЦ «Ритейл Парк» в Москве

Классического ритейл-парка не реализовано ни в одном отечественном проекте, так как российские девелоперы не могут уйти от концепции фундаментальных зданий. Одним из первых открылся ТЦ «Ритейл Парк» в Москве, далее ритейл-порт «ДОКЕР» в Екатеринбурге и ТЦ «Ритейл Парк Сити» в Пензе.
Также ритейл-парк «Тверь» в городе Твери, открыт в 2015 г., вторая очередь проекта введена в 2016 г.
Проекты
Многие эксперты рынка коммерческой недвижимости предсказывают увеличение разнообразия торговых форматов в России. Одним из перспективных направлений называется развитие формата ритейл-парка.
- Существует ритейл-парк в Нижнем Новгороде.
- Существует ритейл-парк в Челябинске.

- На 2023 год запланировано открытие ритейл-парка в Воронеже, а так же в Усолье-Сибирском в микрорайоне Привокзальный, проект которого представлен тут.